# Varietet (lingvistik)
Varietet eller språklig varietet betecknar inom lingvistik en form av ett språk eller av ett dialektkontinuum. Begreppet varietet är närstående begreppen språk, dialekt, och sociolingvistisk variation, men termen varietet används när man vill undvika att ta ställning till vilken status en språkform har.

## Användning
Användning av begreppet varietet undviker termerna språk och dialekt i vissa sammanhang, när benämning är svårbestämd och dessa termer kan ha politiska associationer. Med termen ”varietet” vill man undvika ordet ”språk” eftersom det av många associeras med standardspråk, och man undviker termen ”dialekt”, eftersom dialekter ofta anses ha lägre status och felaktigt anses vara mindre korrekta än standardspråk. Ett exempel är att man kan säga att standardsvenska är en språklig varietet, och dialekter som älvdalska eller gotländska är andra språkliga varieteter, utan att rangordna eller värdera varieteterna.
I andra situationer kan det finnas en grupp av besläktade talspråk utan någon standardiserad eller dominant form. De olika formerna kan då kallas varieteter för att undvika avgränsningsproblem mellan språk och dialekter.
När sakkunniga skribenter preciserar begreppet varietet för att betona att det är lingvistiska varieteter som avses, används antingen termen språklig varietet eller termen språkvarietet. Termen språklig varietet har den fördelen framför språkvarietet att den tydligare visar att begreppet varietet inte är en synonym till dialekt. 
Ett exempel på diskussion om varieteter är samiska, som enligt norsk och svensk lag betecknas som språk, medan till exempel nordsamiska och sydsamiska med traditionell terminologi då blir dialekter. I nutida språkvetenskap används i stället begreppet varieteter för att beteckna att nordsamiska och sydsamiska skiljer sig från varandra i väsentliga avseenden.

## Begreppetlekt
Lekt är ett begrepp som är närstående begreppet varietet, men som ännu tydligare skiljer sig från det traditionella territoriella dialektbegreppet. En lekt kan bero på 
- geografiskt ursprung (dialekt och regiolekt),
- klass (sociolekt),
- kön (sexolekt), eller
- ålder (kronolekt).[5]

En lekt kan också vara en 
- individuell idiolekt,[6]
- en patrilekt som talas av en patriklan,[7] eller en
- natiolekt[8] i ett pluricentriskt språk.

En nackdel med den vetenskapliga termen lekt är att den är mer svårtydd för lekmän än (språklig) varietet.